# Julia de Alba
Julia de Alba fue una prestigiosa primera actriz de radioteatro argentina.

## Carrera
Mítica figura de la época de esplendor del radioteatro argentino, Julia de Alba supo lucirse en decenas de programas y radionovelas en importantes emisoras como Radio Belgrano, Radio París y Radio Municipal. Su rostro y, sobre todo, su voz fueron indispensables en las primeras décadas del siglo XX.
Ya en la década del '30 dirigió y encabezó la primera Compañía Radial de Teatro Breve  por la que pasaron estrellas del momento como Iván Grondona, Zoe Ducós, Luisa Vehil, Maruja Gil Quesada, Guillermo Pedemonte Juan Carlos Thorry, Juan Carlos Croharé, María Esther Lagos, Sergio Montes, Mecha Caus y su galán Antuco Telesca.
Una de sus radionovelas de la tarde más conocidas esta El sabor de Tierruca novela de José M. de Pereda, adaptada por Luis Rovere. También encabezó junto al actor Alfredo Alcón, El precio del amor por Radio El Mundo en 1954. Luego hizo Vida de Santa Rosa de Lima, 26 episodios transmitidos por Radio El Mundo, que relata la vida, amor y milagros de Isabel Flores, llamada Rosa de Lima. Hizo una radionovela de emisión nocturna. escrita por Nené Cascallar, que protagonizó junto a Silvio Spaventa, Susy Kent, Nydia Reynal y Nathán Pinzón.